# Michel Madelin
Pour les articles homonymes, voir Madelin.
 (août 2017).
Si vous disposez d'ouvrages ou d'articles de référence ou si vous connaissez des sites web de qualité traitant du thème abordé ici, merci de compléter l'article en donnant les références utiles à sa vérifiabilité et en les liant à la section « Notes et références ».
Michel Henri Madelin, né le 15 juillet 1908 à Châlons-sur-Marne et mort le 27 avril 1985 à Avon (Seine-et-Marne), est un homme politique français.

## Biographie
Issu d'une famille d'officiers supérieurs et de magistrats dont les origines se situent en Savoie et remontent au XVIe siècle.
Orphelin de père à sept ans, fils du commandant Léon Madelin, héros de la grande guerre, mort au combat le 8 mai 1915 à l'âge de 36 ans. Léon Madelin était un brillant officier du 3e BCP(bataillon de chasseurs à pied) qui avait eu, entre autres, Philippe Pétain comme instructeur à Saumur. Les deux hommes s'étaient alors liés d'une profonde amitié.
Michel Madelin est élevé avec ses quatre autres frères et sœurs par sa seule mère. Ancien élève de l'École de Saint-Cyr et de l'École de l'Air, dont il fut instructeur, Michel Madelin passe une partie de sa carrière au Maroc avant et durant la Seconde Guerre mondiale. 
Il épouse en 1939 Armelle Colson, issue d'une famille d'industriels et d'armateurs, descendante également du baron d'Empire Jean-Baptiste Delambre, astronome et mathématicien français, connu, entre autres, pour ses travaux sur l'établissement du système métrique. Ils ont 5 enfants. 
Officier supérieur dans l'armée de l'air, proche de Charles de Gaulle, Michel Madelin se présente aux sénatoriales de 1948 dans les Vosges, sans avoir jamais exercé de mandat local. Il est élu sénateur et siège sur les bancs du Rassemblement du peuple français (RPF), se montrant un parlementaire particulièrement actif sur les questions de défense. Il recevra la visite de Charles de Gaulle à cette occasion. Il n'est pas réélu en 1952.
Rappelé durant la guerre d'Algérie, il termine sa carrière au grade de Colonel avec une reconnaissance de Général "quart-de-place". Il a été fait Commandeur de la Légion d'Honneur. Après sa retraite de l'armée, il enseigne les mathématiques à l'École Saint-Sigisbert à Nancy.
Au registre familial des membres qui ont marqué l'histoire : il est le neveu de l'historien académicien Louis Madelin, cousin germain du Résistant Antoine Madelin, oncle du prêtre jésuite Henri Madelin et du journaliste Philippe Madelin. Il est également le cousin germain du général André Zeller.